# Lingua ebraica
La lingua ebraica (in ebraico israeliano: עברית‎, ivrit), intesa sia come ebraico biblico (o classico) sia come ebraico moderno, è una lingua semitica parte della famiglia che comprende anche le lingue araba, aramaica, amarica, tigrina, maltese e altre.
L'ebraico è lingua ufficiale dello Stato di Israele; è anche parlata nella autorità locale di Gerusalemme. Per numero di locutori, l'ebraico è la terza lingua di tale ceppo dopo l'arabo e l'amarico. Al 2022, è parlata da 9,4 milioni di parlanti totali.

## Il nome della lingua
Nel Tanakh (תנ"ך‎) viene ricordato il nome Eber (עבר‎), attribuito a un antenato del patriarca Abramo (Genesi 10.21). Sulla stessa radice, nella Bibbia ricorre più volte la parola עברי‎, ivri, "ebreo", sebbene la lingua degli ebrei nelle Scritture non venga mai detta ivrit a significare "ebraico".
Per quanto il testo più famoso scritto in ebraico sia la Bibbia, il nome della lingua impiegata per la sua redazione non vi viene menzionato. Comunque, in due passi delle Scritture (2 Re 18.26 e Isaia 36.11), si narra di come i messi del re Ezechia chiedessero a Ravshaqe, l'inviato del re assiro Sennacherib, di poter parlare nella lingua di Aram (ארמית‎, aramit) e non nella lingua della Giudea (יהודית‎, yehudit). Tale richiesta era volta a evitare che il popolo, il quale apparentemente non doveva comprendere la prima, potesse capire le loro parole. È dunque possibile che il secondo termine ricordato possa essere stato il nome attribuito allora alla lingua ebraica o, quantomeno, quello del dialetto parlato nell'area di Gerusalemme.
Oggi la lingua della Bibbia viene denominata "ebraico biblico", "ebraico classico" o anche, negli ambienti religiosi, "lingua santa". Ciò, al fine di distinguerla dall'ebraico della mishnah (dagli studiosi detto anche con un'espressione ebraica לשון חז"ל‎, leshon hazal, la "lingua dei saggi", oppure "ebraico rabbinico"), che rappresenta un'evoluzione tarda dell'ebraico nel mondo antico.

## Storia

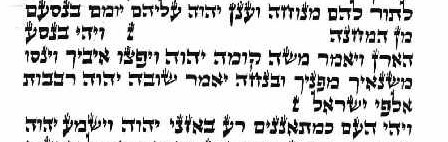
Scrittura ebraica usata sui rotoli della Torah. Da notare le "corone" ornamentali sopra certe lettere.

### Lingua biblica
Originariamente, quella ebraica fu la lingua utilizzata dagli ebrei quando ancora vivevano in maggioranza nel Vicino Oriente. Si stima che circa duemila anni fa l'ebraico fosse già in disuso come lingua parlata, venendo sostituita dall'aramaico.
In ebraico furono scritti i libri della Bibbia ebraica (tranne alcune parti dei libri più recenti, come il Libro di Daniele, scritte in aramaico biblico), tutta la mishnah, la maggior parte dei libri non canonici e gran parte dei Manoscritti del Mar Morto. La Bibbia fu scritta in ebraico biblico, mentre la mishnah fu redatta in una varietà tarda della lingua, detta appunto "ebraico mishnaico".
Soltanto la comunità dei Samaritani non si servì della varietà mishnaica, ma preferì mantenere la propria, detta "ebraico samaritano".

### Lingua mishnaica
Durante il periodo del Secondo Tempio o poco più tardi (non esiste consenso in merito tra gli accademici), la maggior parte degli ebrei abbandonò l'uso quotidiano dell'ebraico come lingua parlata in favore dell'aramaico, divenuta lingua internazionale del Vicino Oriente. Una ripresa dell'ebraico come lingua parlata si ebbe grazie all'azione ideologica dei Maccabei e degli Asmonei, in un tentativo di contrapporsi alla forte spinta ellenizzante di quell'epoca, e più tardi durante la rivolta di Bar Kokhba; furono sforzi inutili, in quanto l'ebraico non veniva più capito dalla massa. Centinaia di anni dopo il periodo del Secondo Tempio, la Ghemarah venne composta in aramaico, così come i midrashim.

### Lingua medievale

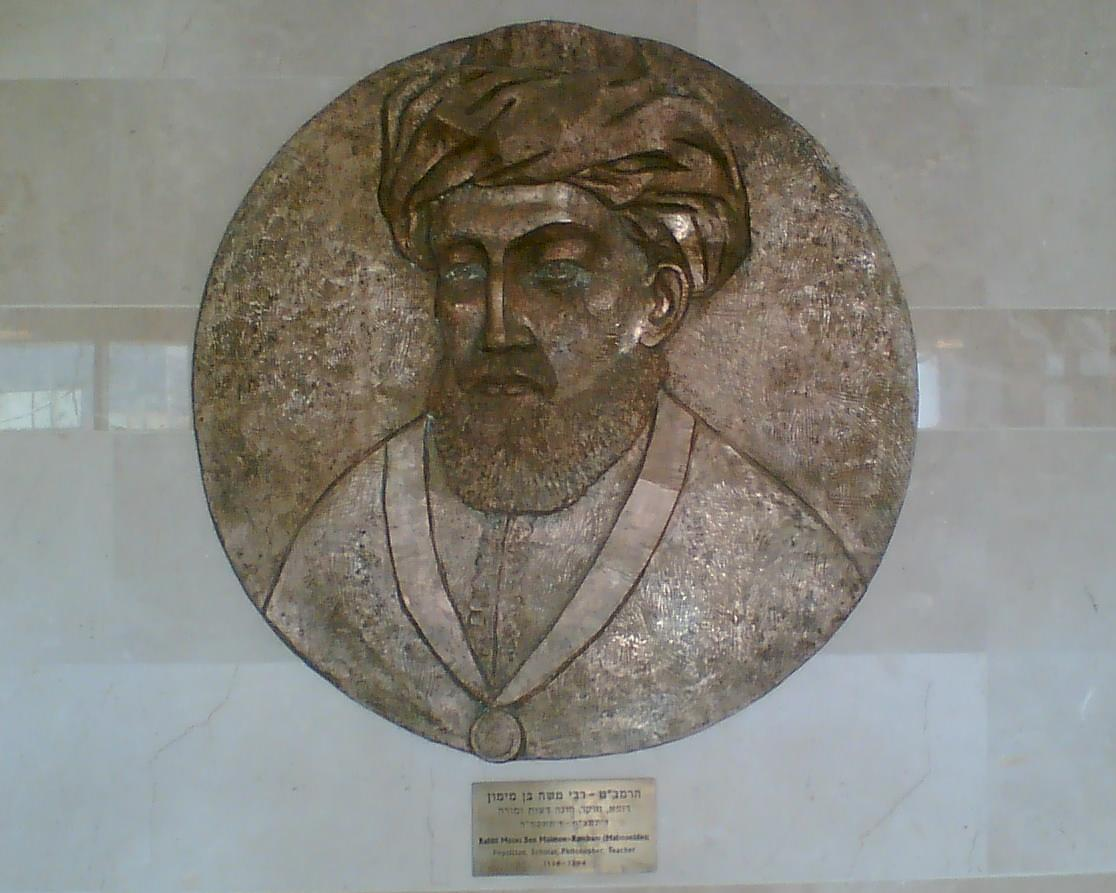
Targa di Maimonide, presso il Rambam Medical Center di Haifa

Nei secoli seguenti gli ebrei della diaspora continuarono ad adoperare questa lingua solo per le cerimonie religiose. Nella vita di tutti i giorni gli ebrei si esprimevano, invece, in lingue locali o in altre lingue create dagli stessi ebrei nella diaspora, lingue non semitiche come lo yiddish, il ladino, il giudaico-romanesco o il giudaico-veneziano, nate dall'incontro tra l'espressione, l'alfabeto ebraico e le lingue europee; è molto interessante, ad esempio, una copia di un Aggadà di Pesach scritta in veneziano in caratteri ebraici verso il XVIII secolo.
Inoltre, anche quando l'ebraico non rappresentò più la lingua parlata, esso continuò a fungere di generazione in generazione, durante tutto quello che viene detto il periodo dell'ebraico medievale, da strumento principale di comunicazione scritta degli ebrei. Il suo status tra gli ebrei allora era analogo a quello del latino in Europa Occidentale tra i cristiani. Ciò soprattutto in questioni di natura halachica: per la stesura dei documenti dei tribunali religiosi, per le raccolte di halakhot, per i commenti ai testi sacri ecc. Anche la stesura di lettere e contratti tra ebrei veniva spesso effettuata in ebraico; poiché le donne leggevano l'ebraico, ma non lo comprendevano perfettamente, la letteratura halachica ed esegetica loro destinata nelle comunità ashkenazite veniva scritta in yiddish (si pensi ad esempio al testo Tseno Ureno). Anche le opere ebraiche di natura non religiosa o non halachica venivano composte nelle lingue degli ebrei o in lingua straniera. Ad esempio, Maimonide scrisse il suo Mishne Torah in ebraico, mentre la sua famosa opera filosofica La guida dei perplessi, destinata agli eruditi del suo tempo, fu composta in giudeo-arabo. Comunque, le opere di soggetto laico o mondano venivano ritradotte in ebraico, se di interesse per le comunità ebraiche di altra lingua, come appunto nel caso de La guida dei perplessi. Tra le famiglie più famose per essersi occupate di traduzione dal giudeo-arabo all'ebraico durante il Medioevo furono gli Ibn Tibbon, una famiglia di rabbini e traduttori attiva in Provenza nel XII e XIII secolo.

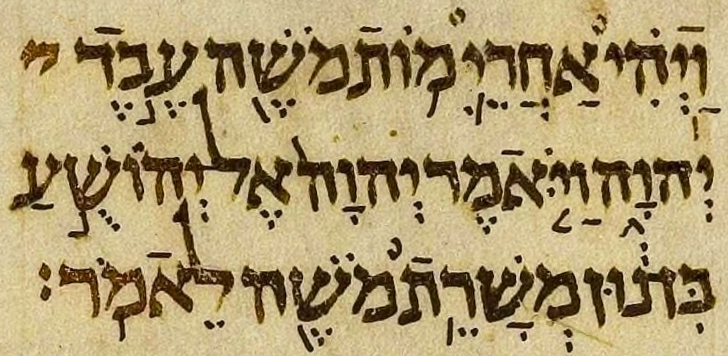
Codice di Aleppo: Bibbia ebraica del X secolo con punteggiatura masoretica (Giosuè 1:1).

Dopo il Talmud, si svilupparono diversi dialetti regionali di ebraico medievale, tra cui il più importante fu l'ebraico tiberiense o ebraico masoretico, un dialetto locale di Tiberiade in Galilea che divenne lo standard per la vocalizzazione della Bibbia ebraica (Tanakh) e, pertanto, influenza ancora tutti gli altri dialetti dell'ebraico. Tale ebraico tiberiense dal VII secolo al X secolo viene a volte chiamato "ebraico biblico" poiché è usato per pronunciare la Bibbia ebraica; deve tuttavia essere propriamente distinto dall'ebraico biblico storico del VI secolo a.C., la cui pronuncia originale deve essere ricostruita. L'ebraico tiberiense incorpora il notevole studio fatto dai Masoreti (da masoret che significa "tradizione"), che aggiunsero niqqudot (vocali) e segni di cantillazione (punti grammaticali) alle lettere ebraiche onde conservare le precedenti caratteristiche dell'ebraico. Anche l'alfabeto siriaco, precursore dell'alfabeto arabo, sviluppò sistemi di punteggiatura vocalici, all'incirca nello stesso periodo. Il Codice di Aleppo, una Bibbia ebraica con la punteggiatura masoretica, venne scritta nel X secolo, forse a Tiberiade, e sopravvive a tutt'oggi: è probabilmente il manoscritto ebraico più importante che esista.
Tra il X e l'XI secolo lo studio della lingua compì un passo fondamentale per merito di Yehudah ben David Hayyuj, che stabilì le leggi che regolano il funzionamento della lingua, in particolare il "trilitterismo", ancora oggi ritenute precise.
Nel XVII secolo fu notevole la stesura del Compendio di lingua ebraica, scritto tra il 1670 e il 1675 dal grande filosofo Baruch Spinoza.

### Lingua moderna
L'ebraico entrò nella sua fase moderna con il movimento dell'Haskalah (l'Illuminismo ebraico) in Germania ed Europa Orientale a partire dal XVIII secolo. Sino al XIX secolo, che segnò gli inizi del movimento sionista, l'ebraico continuò a fungere da lingua scritta, soprattutto per scopi religiosi, ma anche per altri vari fini, quali filosofia, scienza, medicina e letteratura. Nel corso di tutto il secolo XIX l'uso che dell'ebraico si fece a fini laici o mondani andò rafforzandosi.

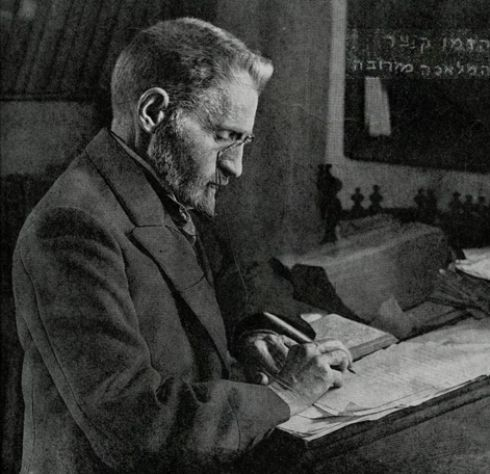
Eliezer Ben Yehuda, il padre della rinascita della lingua ebraica

Contemporaneamente al movimento del risorgimento nazionale, cominciò anche l'attività volta a trasformare l'ebraico nella lingua parlata della comunità ebraica in Terra d'Israele (gli Yishuv) e per gli ebrei che immigravano nella Palestina ottomana. Il linguista e appassionato che diede attuazione pratica all'idea fu Eliezer Ben Yehuda, un ebreo lituano che era emigrato in Palestina nel 1881. Fu lui a creare nuove parole per i concetti legati alla vita moderna, che nell'ebraico classico non esistevano. Il passaggio all'ebraico come lingua di comunicazione degli Yishuv in Terra d'Israele fu relativamente rapido. Parallelamente l'ebraico parlato venne sviluppandosi anche in altri centri ebraici dell'Europa Orientale.
Joseph Roth riporta una storiella su Theodor Herzl e Ben Yehuda. Questa racconta che, poco tempo prima del Primo congresso sionista, in un salotto borghese del Centreuropa, il giornalista, nonché fondatore del Sionismo, Theodor Herzl incontrò Ben Yehuda, che sperava di far rinascere l'antica lingua ebraica, ormai relegata al solo rituale del sabato. Ognuno dei due, sentendo raccontare l'altro circa la propria utopia, fece finta di coglierne il fascino, ma, appena lasciato l'interlocutore, ben pensò di spettegolare e malignare quanto assurdo e inattuabile fosse il proposito di questi. A dispetto dei detrattori, entrambi i sogni furono realizzati. Il figlio primogenito di Eliezer Ben Yehuda, il giornalista e scrittore Itamar Ben Avi, è comunemente considerato il primo parlante nativo dell'ebraico in epoca moderna.
Con la costituzione del governo mandatario britannico nel paese, l'ebraico fu stabilito come terza lingua ufficiale, al fianco dell'arabo e dell'inglese. Alla vigilia della costituzione dello Stato di Israele, essa era già la lingua principale degli Yishuv ed era utilizzata anche nelle scuole e negli istituti di formazione.
Nel 1948, l'ebraico diventò la lingua ufficiale di Israele, insieme all'arabo. Al giorno d'oggi, pur mantenendo un legame con l'ebraico classico, l'ebraico è una lingua che viene usata in tutti i campi della vita, incluse scienza e letteratura. Al suo interno sono confluiti influssi provenienti dallo yiddish, dall'arabo, dal russo e dall'inglese. I locutori di ebraico israeliano sono circa 9 milioni, dei quali la stragrande maggioranza risiede in Israele. Grossomodo più della metà sono locutori nativi, cioè di lingua madre ebraica, mentre il restante meno di cinquanta per cento possiede l'ebraico come seconda lingua.

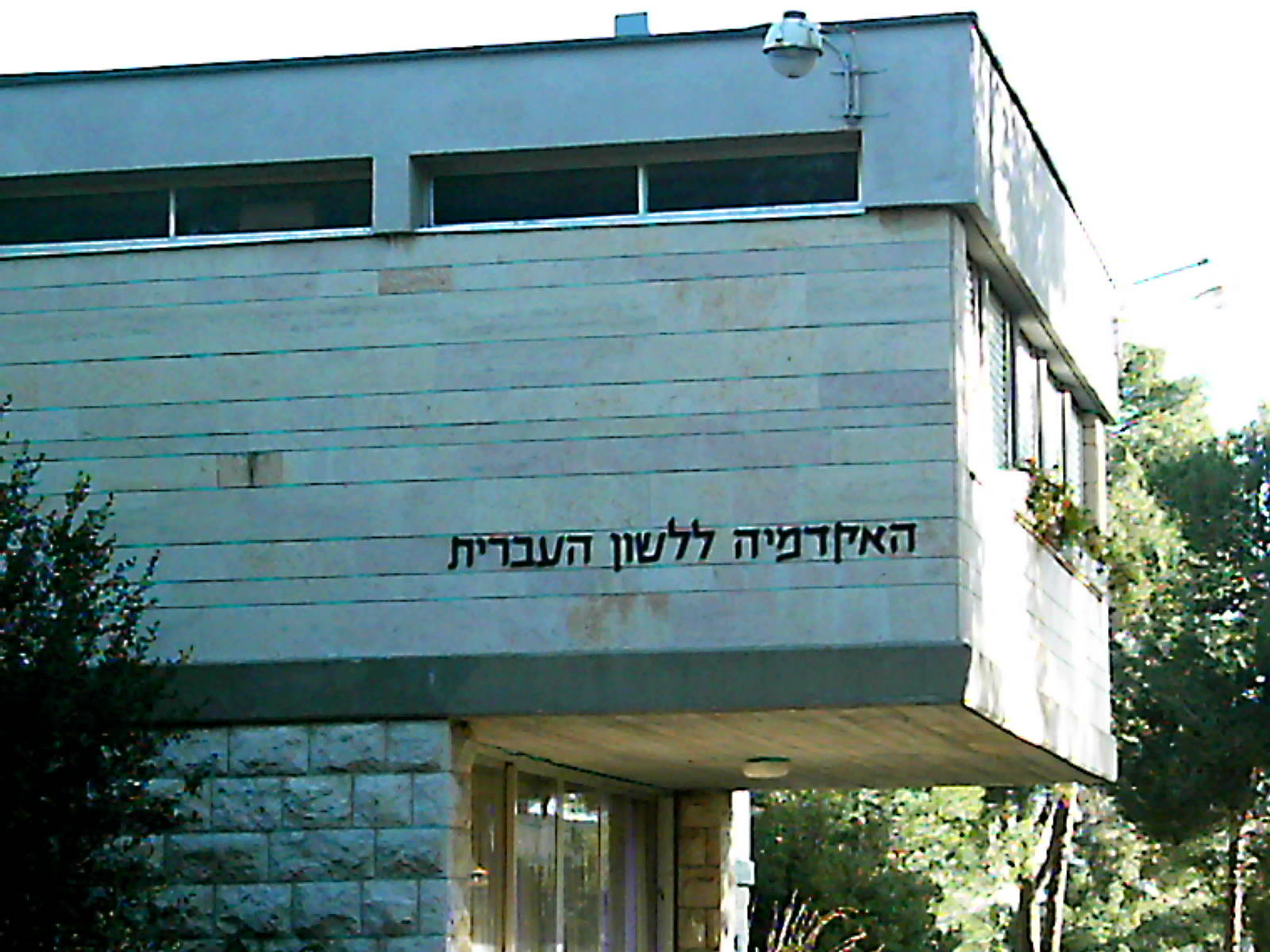
La sede dell'Accademia della lingua ebraica

Sulla scorta della tradizione normativa europea, che trova la sua prima espressione nella costituzione dell'Accademia della Crusca (1585), anche in Israele esiste un organo ufficiale che detta lo standard linguistico: l'Accademia della Lingua Ebraica. Sebbene la sua influenza reale sia limitata, essa opera con forza di legge. L'istituto si occupa principalmente di creare nuovi termini e nuovi strumenti lessicali e morfosintattici, attraverso decisioni che sarebbero vincolanti per gli organi istituzionali e le strutture scolastiche statali. Nei fatti, gran parte delle sue decisioni non vengono accolte. Lo sviluppo del settore dei dizionari d'uso corrente nell'Israele degli anni '90 ha prodotto alcuni dizionari e lessici, che attestano invece la lingua ebraica israeliana reale e che rappresentano una fonte di autorità alternativa all'Accademia della Lingua Ebraica.
Gli ebrei ortodossi non accettarono inizialmente l'idea di usare la "lingua santa" ebraica per la vita quotidiana e tutt'oggi in Israele alcuni gruppi di ebrei ultra-ortodossi continuano a usare lo yiddish per la vita di ogni giorno.
Le comunità ebraiche della diaspora continuano a parlare altre lingue, ma gli ebrei che si trasferiscono in Israele hanno sempre dovuto imparare questa lingua per potersi inserire.

## Grammatica

### Fonologia
L'ebraico biblico possedeva un consonantismo tipicamente semitico; ad es. le faringali sorda e sonora, una serie di consonanti enfatiche (forse eiettive, ma ciò è molto discusso), una fricativa laterale, e nelle fasi più antiche anche le uvulari sorda e sonora. Queste ultime due divennero faringali, mentre /b g d k p t/ subirono una spirantizzazione allofonica trasformandosi, in determinate posizioni, in /v, ɣ, ð, x, f, θ/ (la cosiddetta "spirantizzazione begadkefat"). Il primitivo vocalismo dell'ebraico biblico includeva le vocali protosemitiche /a i u/ brevi e lunghe, oltre alla /o/ lunga; ma si modificò notevolmente nel corso del tempo.
All'epoca dei Rotoli del Mar Morto la fricativa laterale si era trasformata in /s/ nell'uso ebraico, mentre tra i Samaritani era diventata /ʃ/. Il vocalismo tiberiense aveva /a e i o u/, con /e o/ sia chiuse che aperte, oltre ad /a e o/ appena accennate (o "diminuite"); mentre altri sistemi medievali di lettura possedevano un numero minore di vocali.
Alcuni antichi sistemi di lettura sono sopravvissuti nelle tradizioni liturgiche. Nella tradizione ebraica orientale (sefardita e mizrahì) le consonanti enfatiche vengono pronunciate come faringali; mentre la tradizione aschenazita (europea centro-orientale) ha perso sia le enfatiche che le faringali, e /w/ passa a /v/. La tradizione samaritana possiede un repertorio vocalico complesso, che non sempre corrisponde al sistema tiberiense.
La pronuncia dell'ebraico moderno è derivata da un insieme di diversi metodi tradizionali di lettura, tendendo generalmente alla semplificazione. Le consonanti enfatiche vengono pronunciate come le equivalenti non enfatiche, /w/ come /v/, /ɣ ð θ/ come /g d t/. Molti israeliani, soprattutto nelle comunità di origine europea, assimilano la faringale sonora al colpo di glottide, e la faringale sorda all'uvulare sorda, pronunciano le consonanti geminate come semplici, e la /r/ come vibrazione uvulare anziché alveolare, similmente a molte varianti dell'ebraico aschenazita; anche la /h/ tende a scomparire. In contraddizione con questa forte tendenza alla riduzione del numero dei fonemi tradizionali, sono diventati relativamente frequenti altri fonemi un tempo assenti o rari, come /t͡s/, /d͡z/, c e g dolci, j francese, ed anche /w/ è ricomparso; tutto ciò a causa dell'adozione di molti vocaboli stranieri, soprattutto neologismi.

### Morfologia
Caratteristica dell'ebraico, come delle altre lingue semitiche, è la radice: un morfema discontinuo in genere tri- o quadriconsonantico, dal quale vengono derivate parole riconducibili a uno stesso campo semantico. In italiano le radici ebraiche vengono tradizionalmente indicate scrivendone le consonanti in maiuscolo. Le consonanti della radice, scrivendo in ebraico, venivano solitamente trascritte separandole con un punto (es: כ.ת.ב‎); oggi le convenzioni grammaticali imporrebbero l'uso del trattino (es: כ-ת-ב‎), poiché il punto indica una pausa lunga, mentre il trattino congiunge. Similmente, l'espressione in stato costrutto בית-ספר‎ (bet-sefer "scuola", lett. "casa del libro") vede l'impiego del trattino: non ci troviamo infatti di fronte alla parola בית‎ (bayt "casa") separata dall'altra, ספר‎ (sefer "libro"), ma siamo di fronte a una sola parola composta da due elementi in funzione di nome comune. Così ad esempio anche per la radice KTV: le lettere che la rappresentano non sono ת‎, כ‎ e ב‎, bensì la radice è un'unità con un suo significato specifico: כ-ת-ב‎.
Gran parte degli studiosi concordano sul fatto che originariamente esistessero radici biconsonantiche, quali ב-א‎ e ק-ם‎ (sebbene secondo l'Accademia della lingua ebraica tali radici vadano considerate trilitteri: ב-ו-א e ק-ו-ם).
Le radici non compaiono mai da sole in quanto tali nella lingua, bensì come componenti delle parole, unitamente ad altri morfemi. La radice, modificata da prefissi, suffissi e adeguatamente vocalizzata, assume significati diversi. Ad esempio dalla radice כ-ת-ב‎ KTV, riconducibile all'idea dello scrivere, derivano לכתוב‎ (likhtov, "scrivere"), מכתב‎ (mikhtav, "lettera"), כתובת‎ (ktovet, "indirizzo"), להכתיב‎ (lehakhtiv, "dettare"); dalla radice קשר‎ Q-Sh-R, che esprime il concetto di collegamento, derivano i vocaboli קשר‎ (kesher, "contatto personale") e תקשורת‎ (tikshoret, "comunicazione").
Principalmente attraverso il prestito lessicale, il moderno ebraico arriva anche a creare radici di quattro consonanti e più, come ad esempio ד-ס-ק-ס‎, DSQS: לדסקס‎ (ledasqes, trascritto spesso ledaskes "discutere", dall'inglese to discuss); o ט-ל-פ-נ‎ TLPN: טלפון‎ (telepon, solitamente trascritto telefon, "telefono", dall'equivalente parola inglese o dal francese); o ט-ל-ג-ר-פ‎ TLGRP: לטלגרף‎ (letalgrep, solitamente trascritto letalgref, dall'inglese o dal francese "spedire un telegramma"); FQSQS: ל-פ-ק-ס-ס‎ (lefaqses solitamente trascritto lefaqses, ancora dall'inglese to fax).
Talvolta, l'ebraico moderno forma neologismi attraverso la combinazione di elementi lessicali preesistenti; in tali casi le loro radici non risultano agilmente definibili in un quadro tradizionale. Ad esempio, parole quali רמזור‎  (ramzor "semaforo") , o מדרחוב‎ (midrahov "strada, isola pedonale"), derivate rispettivamente da רמז‎+אור‎ e מדרכה‎+רחוב‎ (remez, "segnale" e or, "luce", per "semaforo"; e midrakhah, "marciapiede" e rehov "via", per "strada, isola pedonale"). Dalla parola ramzor è stata comunque derivata una radice ר-מ-ז-ר‎ RMZR, attestata ad esempio nell'espressione צומת מרומזר‎ (tsomet merumzar "incrocio con semaforo").
Il legame semantico tra parole derivate dalla stessa radice con il tempo può divenire confuso e non è necessariamente evidente o certo. Così, ad esempio, i verbi נפל‎ (nafal "cadere") e התנפל‎ (hitnapel "assaltare") derivano dalla stessa radice נ-פ-ל‎ NPL, sebbene i due significati si siano molto differenziati nel tempo. I verbi פסל‎ (pasal "annullare") e פיסל‎ (pissel "scolpire"), sembrerebbero derivare da una stessa radice PSL, ma non vi è tra di loro alcun legame semantico, perché il secondo viene da una radice attestata in ebraico biblico, mentre il primo viene da una parola aramaica accolta in ebraico in un periodo più tardo. Attualmente non esiste consenso tra i linguisti sul ruolo della radice nella lingua. Vi è chi sostiene la tesi che essa rappresenti una parte inscindibile del patrimonio lessicale, anche se compare solo congiuntamente con altri morfemi, e vi è chi la vede come manifestazione linguistica della quale i locutori non sono necessariamente coscienti a livello intuitivo.

#### Verbi
I verbi sono esprimibili in sette forme (binyanim, letteralmente 'costruzioni'), che solitamente modificano il significato. I nomi dei binyanim derivano dalla radice פעל‎ (pa'al = lavoro), salvo il binyan di base, che è definito קל‎ (qal = facile).
| Qal (Pa'al) | (פעל‎) קל‎ | attivo                  | fare                       |
| Nif'al      | נפעל‎     | passivo del Kal (Pa'al) | esser fatto                |
| Pi'el       | פִּעֵל‎      | intensivo               | fare (abitualmente)        |
| Pu'al       | פֻּעַל‎      | passivo del Pi'el       | esser fatto (abitualmente) |
| Hif'il      | הִפְעִיל‎    | causativo               | far fare                   |
| Huf'al      | הֻפְעַל‎     | passivo del Hif'il      | esser fatto fare           |
| Hitpa'el    | הִתְפַּעֵל‎    | riflessivo              | farsi                      |

Ciascun binyan ha due modi verbali (indicativo e infinito); nell'indicativo esistono un tempo presente, di tipo participiale, un passato, un futuro e un imperativo. Non esistono tempi composti (come i trapassati italiani).
Nel caso, abbastanza raro, di radici quadrilittere, il verbo segue una flessione simile al Pi'el con sdoppiamento della vocale mediana: per esempio il verbo לתפקד‎ (letafqed, funzionare) al passato fa תפקד‎ (tifked) esattamente come da לדבר‎ (ledaber, parlare)  abbiamo דיבר‎ (diber). Ciò si verifica nella lingua biblica soprattutto coi prestiti dal persiano in epoca contemporanea, per via dei prestiti da altre lingue moderne vòlti a formare neologismi e supplire alle carenze delle radici bibliche.
Vi è distinzione tra maschile e femminile nella forma participiale del presente, e in alcune degli altri due tempi (II e III singolare, II plurale del passato; II e III singolare del futuro).

#### Sostantivi
Come nella maggioranza delle lingue romanze moderne, vi è una declinazione del nome solo per il numero e il genere. Nel caso più comune, il nome maschile originale assume una ה-‎ (vocale a + h muta) finale oppure una ת-‎ (-t spesso con accento sulla penultima sillaba) al femminile singolare, e la desinenza ים–‎ (-im) al maschile plurale, ות–‎ (-ot) al femminile plurale. Ma ci sono moltissimi termini maschili che hanno desinenza plurale -ot pur rimanendo maschili (e perciò gli eventuali aggettivi vanno messi al plurale in -im: ner = candela, nerot = candele, ner lavan = candela bianca, nerot levanim = candele bianche). Un'altra parte di termini femminili invece hanno la desinenza maschile in -im, pur rimanendo femminili (yonah = colomba, yonim = colombe, yonah levanah = colomba bianca, yonim levanot = colombe bianche).
Oltre a singolare e plurale, numerosi vocaboli ammettono una forma duale, sempre scritta ים–‎ ma letta -aim. La grandissima maggioranza dei termini duali sono oggetti composti da due parti uguali (ofannaim = bicicletta, misparaim = forbici, mishqafaim = occhiali) e quasi tutte le parti doppie del corpo umano e animale, (birkaim = ginocchia, shinnaim = denti, oznaim = orecchie, sfataim = labbra, yadaim = mani, eynaim = occhi, qarsullaim = caviglie, leẖayaim = guance, ẖanichaim = gengive; ma: battey seẖi = ascelle), che di norma vogliono il genere femminile.

## Sistema di scrittura

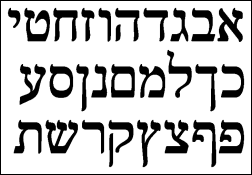
Alfabeto ebraico

L'ebraico si scrive da destra a sinistra e utilizzando un alfabeto che comprende 22 lettere di valore consonantico (cinque delle quali posseggono una forma distinta in fine di parola) e alcuni segni grafici sviluppatisi in periodo relativamente tardo, volti a rappresentare le vocali. Infatti come quello arabo, l'alfabeto ebraico non trascrive le vocali, se non sotto forma di piccoli segni posti al di sopra, al di sotto o all'interno delle consonanti. Come si vedrà in seguito, la vocalizzazione ha importanza per il significato. Si veda la voce alfabeto ebraico per la lista delle lettere e per le corrispondenze fonetiche.
Il sistema di trascrizione delle vocali, detto ניקוד‎ (nikud "puntatura"), di solito non viene utilizzato negli scritti contemporanei. Nei libri della Bibbia, di poesia e per bambini, è invece comune indicare la vocalizzazione tramite il nikud. I segni del nikud, oggi comuni, furono inventati a Tiberiade nel VII secolo allo scopo di fungere da ausilio mnemonico nella lettura della Bibbia. In passato esistettero anche sistemi di nikud alternativi, che oggi non sono più in uso. I saggi di Tiberiade aggiunsero ai primi dei segni per gli accenti nella Bibbia. Questi indicano le pause e i modi dell'intonazione con la quale vanno letti i versetti biblici. Gli accenti oggi vengono stampati solo nei libri della Bibbia. In tutti gli altri testi viene fatto uso dei comuni segni di interpunzione sviluppati in Europa e impiegati in gran parte delle lingue del mondo.
La caratteristica più nota ed evidente delle lettere della scrittura ebraica corrente è la forma squadrata. Il tipo impiegato a stampa, detto Frank Ruehl, è diffusissimo nonostante le critiche che gli vengono mosse per il fatto che alcune lettere sono molto simili tra di loro e che quindi le rende difficili da distinguere (es.: א‎ - צ‎ , ג‎ - נ‎ , ב‎ - כ‎ , ו‎ - ז‎ , ח‎ - ת‎ , ר‎ - ד‎).
L'alfabeto ebraico "quadrato" conosciuto è una variante dell'alfabeto aramaico impiegato per la scrittura dell'aramaico d'Impero, lingua di cancelleria dell'Impero persiano, che aveva rimpiazzato l'alfabeto fenicio-ebraico impiegato nel Regno di Giuda, nel Regno di Israele e in gran parte del Medio Oriente antico precedentemente alla cattività babilonese. L'alfabeto ebraico-fenicio non si estinse completamente, se non dopo la Rivolta di Bar Kokhba. Al tempo della rivolta Bar Kokhba batté moneta e adottò quell'alfabeto per le scritte. Lo stesso alfabeto appare sulle monete dell'odierno Stato di Israele, ad esempio sulla moneta da 1 siclo (1 NIS).

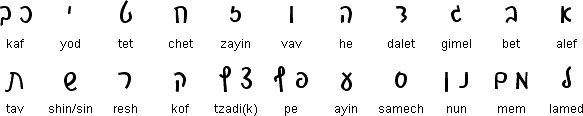
Alfabeto ebraico corsivo moderno

A fianco alla forma a stampa delle lettere, o alfabeto quadrato, esiste un alfabeto corsivo per la scrittura rapida; tale scrittura si caratterizza per le linee arrotondate ed è di uso molto comune nei testi scritti a mano. L'origine di tale scrittura corsiva è nelle comunità ebraiche ashkenazite europee.

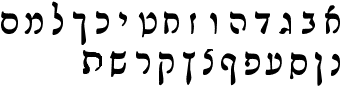
Alfabeto di Rashi

Una forma alternativa di corsivo, oggi quasi abbandonata, viene detta rashi. Si originò nelle comunità ebraiche sefardite. Questo nome deriva dal fatto che il primo libro a essere stampato in tale alfabeto fu il commento di Rashi. Si è soliti impiegare questo alfabeto per stampare i commenti tradizionali alla Bibbia e al Talmud. Alcuni tentativi di introdurlo anche per la stampa di testi nella vita quotidiana non ebbero successo, e oggi esso è accettato solo per la stampa dei commentari religiosi tradizionali.
La pronuncia dell'ebraico ha subito grandi mutamenti nel corso dei millenni della sua esistenza. Nel XIX secolo, i rinnovatori della lingua ebraica aspiravano ad adottare la pronuncia ebraica spagnola, in particolare quella corrente nella comunità ebraica spagnola di Gerusalemme. Ciò per il prestigio del quale godeva un tempo la comunità ebraica sefardita di Gerusalemme, e a causa del fatto che la sua pronuncia era oltremodo vicina a quella attestata dal nikud massoretico alla Bibbia. Però, gran parte dei rinnovatori della lingua ebraica così come i loro sostenitori erano ebrei ashkenaziti dell'Europa orientale, e la pronuncia dell'ebraico che essi conoscevano era molto diversa. Nonostante gli sforzi volti a conferire una pronuncia sefardita all'ebraico di nuovo parlato, l'influsso della pronuncia ashkenazita e l'accento della lingua yiddish sono chiaramente percepibili in ebraico moderno.

## I dialetti dell'ebraico

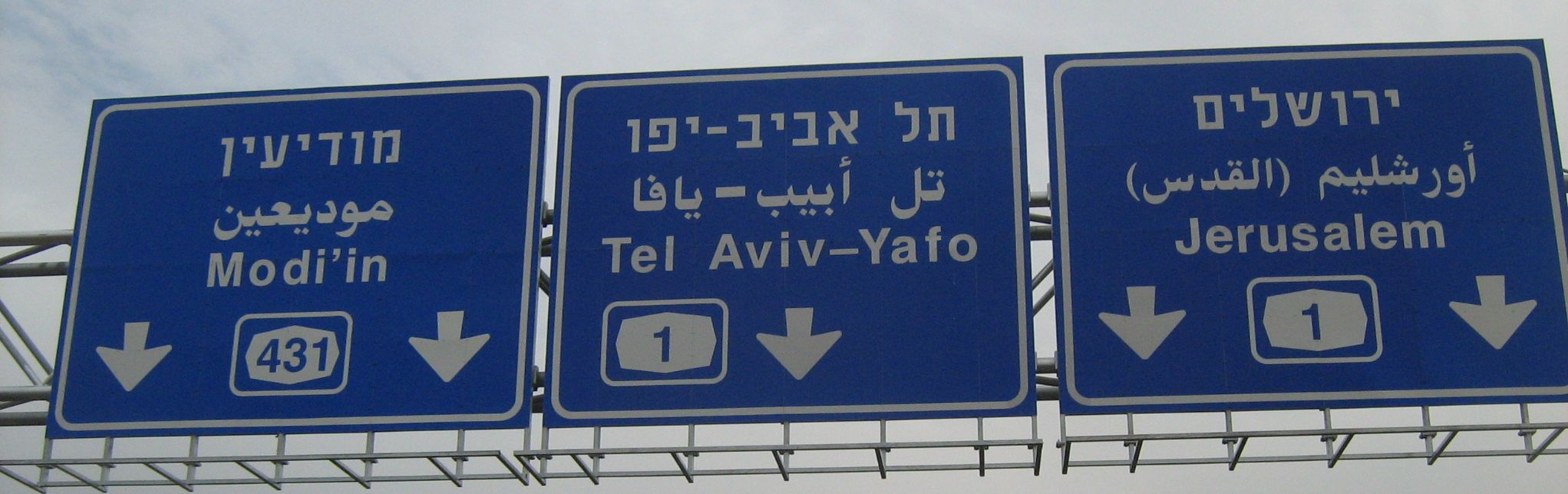
Ebraico, arabo ed inglese su segnali stradali multilingue in Israele

In ebraico israeliano praticamente non esistono dialetti su base geografica. La lingua, per come la si ascolta pronunciata dai suoi locutori nativi, è di fatto identica in tutte le parti di Israele. 
È possibile avvertire una differenza d'accento nell'ebraico parlato dalle varie comunità ebraiche (etnoletti), ma tale differenza si esprime principalmente a livello fonetico, e non nella sintassi o nella morfologia. 
Alcune differenze morfosintattiche si possono manifestare in relazione al livello di lingua posseduto (socioletti), ma queste sono di importanza relativamente ridotta. 
La specificità dell'ebraico moderno risiede nel fatto che essa serve in grande misura come lingua veicolare tra persone la cui lingua madre è un'altra, in quanto il numero di locutori non madrelingua equivale più o meno a quello dei madrelingua. 
In Israele l'ebraico funge da strumento di comunicazione tra comunità allofone. Ad esempio, i dibattiti alla Knesset, nei tribunali ecc. si svolgono in ebraico, anche se le varie parti appartengono a gruppi la cui lingua non è l'ebraico.
Ethnologue identifica le varietà attualmente parlate dell'ebraico con le denominazioni ebraico standard (l'ebraico standard israeliano, europeizzato, di uso generale) e ebraico orientale (di pronuncia arabizzante; l'ebraico yemenita).
Questi termini si applicano alle due varietà utilizzate per la comunicazione da parte dei madrelingua israeliani. "Arabizzante" non significa che quell'ebraico differisca dall'altra varietà a causa di un influsso derivante dall'arabo. Piuttosto, l'ebraico orientale riesce a mantenere delle caratteristiche antiche per il fatto che esse erano condivise con l'arabo, mentre le stesse caratteristiche sono andate perse in altre parti del mondo dove l'ebraico ha perso il contatto con la lingua araba.
Gli immigranti vengono incoraggiati ad adottare l'ebraico standard come propria lingua quotidiana. L'ebraico standard, nelle intenzioni di Eliezer Ben Yehuda, doveva basarsi sulla grafia mishnaica e sulla pronuncia ebraica sefardita. Però, i primi locutori di ebraico erano di madrelingua yiddish, e spesso trasferirono in ebraico modi di dire e traduzioni alla lettera dallo yiddish. Anche fonologicamente tale varietà può essere descritta come un amalgama di pronunce, tra le quali spiccano quella sefardita per il vocalismo e quella yiddish per alcune consonanti, che spesso non vengono distinte correttamente. Così, la lingua parlata in Israele ha finito con il semplificarsi e con il conformarsi alla fonologia dello yiddish, nei seguenti punti:
- eliminazione dell'articolazione faringale delle lettere het e 'ayin
- la pronuncia uvulare di resh
- la pronuncia di tsere come ey in alcuni contesti (sifrey invece di sifre, o teysha invece di tesha)
- la totale rimozione dello sheva (zman, invece di zĕman secondo la pronuncia sefardita)

È con tale tendenza alla semplificazione che si spiega anche l'unificazione di [t] e [s], allofoni in area ashkenazita del fonema /t/ (avente come controparte grafica ת), i quali convergono nella realizzazione unica [t]. Molti dialetti orientali o sefarditi presentano lo stesso fenomeno, ma gli ebraici dello Yemen e dell'Iraq continuano a differenziare i fonemi /t/ e /θ/.
In Israele, soprattutto, la pronuncia dell'ebraico finisce con il riflettere l'origine diasporica del locutore, piuttosto che adeguarsi alle raccomandazioni specifiche dell'Accademia. Per questo motivo, più di metà della popolazione pronuncia la lettera resh ר‎ come [ʀ] (vibrante uvulare come in yiddish e alcuni dialetti tedeschi), o come [ʁ] (fricativa uvulare sonora come in francese o in altri dialetti tedeschi), e non come [r] (vibrante alveolare, come in spagnolo o in italiano). La realizzazione di questo fonema è spesso utilizzata dagli israeliani come un moderno shibboleth, per determinare l'origine di chi proviene da un altro paese.
Esistono differenti visioni sullo status delle due varietà. Da un lato, gli israeliani di origine sefardita o orientale vengono ammirati per la purezza della loro pronuncia, e spesso gli ebrei yemeniti lavorano come annunciatori alla radio e nei notiziari. D'altro canto, la pronuncia ashkenazita della classe media viene considerata come sofisticata e mitteleuropea, tanto che molti ebrei mizrahi (orientali) si sono avvicinati a questa versione dell'ebraico standard, addirittura facendo propria la resh fricativa uvulare. Un tempo gli abitanti del nord di Israele pronunciavano il bet rafe (senza dagesh) come /b/ in accordo con la pronuncia tradizionale sefardita. Ciò veniva percepito come rustico e oggi tale pronuncia è scomparsa. Si può inoltre ricordare che un gerosolimitano si riconosce dalla sua pronuncia della parola "duecento" come ma'atayim (parola resa altrove nel paese come matayim).
In Cisgiordania (Giudea e Samaria), come fino a qualche tempo fa anche nella Striscia di Gaza, l'ebraico è la lingua dell'amministrazione, al fianco dell'arabo proprio alla maggioranza delle popolazioni locali. Contrariamente agli arabi di cittadinanza israeliana, i quali apprendono l'ebraico attraverso il sistema scolastico sin da una giovane età, e conducono la propria vita praticamente da bilingui, gran parte dei palestinesi dei Territori Occupati, posseggono l'ebraico solo in maniera parziale, quando non lo ignorano completamente. Nonostante ciò, l'influenza dell'ebraico sul loro arabo è ben evidente, soprattutto nella quantità dei prestiti. Con il rafforzarsi dei flussi migratori di lavoratori stranieri verso Israele, si è venuto formando un pidgin ebraico che funge da mezzo di comunicazione tra questi lavoratori e i locutori israeliani di ebraico.

## Lingue influenzate dall'ebraico
L'influsso dell'ebraico spicca nelle lingue degli ebrei. Lo jiddiš, parlato dalle comunità ashkenazite europee e la cui origine viene ricondotta a un qualche dialetto tedesco, ha preso in prestito molte parole dall'ebraico (un 20% del proprio vocabolario). Nell'alfabeto ebraico per come è stato adattato allo jiddiš, parte dei segni vengono reimpiegati per indicare le vocali. Ad esempio, il segno ע‎ (ajin)  trova impiego per rappresentare il fonema /e/. Comunque, i prestiti lessicali dall'ebraico continuano a rispettare la grafia originaria, nonostante la pronuncia possa essere molto difforme. Così, ad esempio, la parola אמת‎ (emet "verità", la quale però in jiddiš si pronuncia /emes/) conserva la forma originale ebraica e non si scrive "עמעס‎" (la scrittura fonetica dei termini ebraici e aramaici dello jiddiš compare solo nello jiddiš sovietico). Una storiella jiddiš racconta che altrimenti il nome נח‎ (Noah, "Noè") in jiddiš si scriverebbe con sette errori, e cioè נאָייעך‎ Nojekh.
Il judeo-espanyol, noto anche come espanyol o judezmo, e spesso detto ladino, sviluppatosi dal castigliano e parlato dalle comunità ebraiche sefardite di tutto il mondo, ha preso anch'esso molte parole dall'ebraico, oltre a essere scritto in alfabeto ebraico, e per la precisione in caratteri Raši (sebbene esista anche un sistema di trascrizione in caratteri latini).
Forti influenze dell'ebraico si riscontrano anche nella lingua caraima, l'idioma dei caraimi. Le piccole comunità caraime, etnicamente e linguisticamente di origine turca, sono sparse in alcune enclave tra Lituania, Ucraina occidentale e Crimea, e professano il caraismo.
La lingua giudeo-georgiana è la varietà della lingua georgiana parlata per tradizione dagli ebrei georgiani.
L'arabo degli ebrei, la lingua delle comunità ebraiche nell'impero musulmano, in particolare nel Maghreb, nel quale furono scritti Mišneh Torah di Maimonide e altre opere importanti, si scriveva anch'esso in lettere ebraiche.
Altre lingue furono influenzate dall'ebraico attraverso le traduzioni della Bibbia. La parola שבת‎ (šabbat "sabato") ad esempio è diffusissima in moltissime lingue del mondo a indicare il settimo giorno della settimana (o il sesto, nelle lingue che contano in modo da far cadere come settimo giorno la domenica, ad esempio nel calendario italiano civile, per la liturgia cattolica la settimana inizia al tramonto del sabato, come per gli ebrei), o per indicare un giorno di riposo. Anche i nomi ebraici dei personaggi biblici sono molto diffusi in tutto il mondo. Le due parole ebraiche più diffuse nelle varie lingue mondiali sono אמן‎ (amen "Amen") e הללויה‎ (hallelujah "Alleluia").

## Premi Nobel per la letteratura di lingua ebraica
- Shmuel Yosef Agnon (1966,  Israele) con Nelly Sachs ( Germania /  Svezia[23]).

### Lingua biblica
- Wilhelm Gesenius, Emil Kautzsch, Arthur Ernst Cowley, Gesenius' Hebrew Grammar, Oxford, Oxford University Press, 2ªedizione, 1910
- Roland K. Harrison, Teach Yourself Biblical Hebrew, Sevenoaks, Hodder and Stoughton, 1955
- Sarah Nicholson, Teach Yourself Biblical Hebrew, Londra, Hodder Arnold, 2006
- Jacob Weingreen, A Practical Grammar for Classical Hebrew, Oxford, Oxford University Press, 1959
- Thomas Lambdin, Introduction to Biblical Hebrew, Darton, Longman & Todd, 1971
- Giovanni Lenzi, Il sistema verbale ebraico. Un approccio didattico, Marzabotto (BO), Edizioni Zikkaron, 2017, ISBN 978-88-99720-07-0

### Lingua mishnaica
- M.H. Segal, A Grammar of Mishnaic Hebrew, Oxford, Clarendon Press, 1927
- Miguel Perez Fernandez, translated by John Elwolde, An Introductory Grammar of Rabbinic Hebrew, Brill, Leiden 1999

### Lingua moderna
- Olivier Durand, Dario Burgaretta, Corso di ebraico contemporaneo, Hoepli, Milano, 2013, ISBN 978-8820357030
- Carlo Alberto Viterbo, Una via verso l'ebraico, Roma, Carucci, 1981
- Eliezer Tirkel, L'ebraico è facile, Tel Aviv, Achiasav; Firenze, Giuntina, 1990
- Genya Nahmani Greppi, Grammatica ebraica, Milano, A. Vallardi, 1997
- Doron Mittler, Grammatica ebraica, Bologna, Zanichelli, 2000 (ISBN 978-88-08-09733-0)
- Lewis Glinert, The Grammar of Modern Hebrew, Cambridge, Cambridge University Press, 1989
- Lewis Glinert, Modern Hebrew. An Essential Grammar, New York and Oxon, Routledge, 2005
- Zippy Littleton and Tamar Wang, Colloquial Hebrew, Londra, Routledge, 2004
- Shula Gilboa, Teach Yourself Modern Hebrew, Londra, Hodder Arnold, 2004

### Storia della lingua
- Louis-Jean Calvet, L'hébreu, une langue à éclipses, in: La Méditerranée. Mer de nos langues, Cap. 4, pp. 63–84, Paris, CNRS Éditions, 2016, ISBN 978-2-271-08902-1
- Norman Berdichevsky, Modern Hebrew: The Past and Future of a Rivitalized Language, McFarland, Jefferson (NC) USA, 2014, ISBN 978-0786494927
- Edward Horowitz, How the Hebrew Language Grew, Brooklyn (NY) USA, Ktav Publishing House, 1993, ISBN 978-0881254877
- Giovanni Garbini, Olivier Durand, Introduzione alle lingue semitiche, Brescia, Paideia, 1994, ISBN 88-394-0506-2
- Giovanni Garbini, Introduzione all'epigrafia semitica, Brescia, Paideia, 2006, ISBN 88-394-0716-2
- Olivier Durand, La lingua ebraica. Profilo storico-strutturale, Brescia, Paideia, 2001
- Angel Saenz-Badillos, Historia de la Lengua Hebrea, Sabadell, Editorial AUSA, 1988, ISBN 8-486-32932-9
- Angel Saenz-Badillos, A History of the Hebrew Language, traduzione di John Elwolde, Cambridge, Cambridge University Press, 1993
- Angel Saenz-Badillos, Storia della lingua ebraica, traduzione di Piero Capelli, Brescia, Paideia, 2007
- Joel M. Hoffman, In the Beginning: A Short History of the Hebrew Language, New York, NYU Press, 2006
- Mireille Hadas-Lebel, Histoire de la langue hébraïque des origines à l'époque de la Mishna, Parigi, Publications orientalistes de France, 4ªedizione aggiornata, 1986
- Mireille Hadas-Lebel, L'hébreu, trois mille ans d'histoire, Parigi, Albin Michel, 1992
- Mireille Hadas-Lebel, Storia della lingua ebraica, traduzione di Vanna Lucattini Vogelmann, Firenze, Giuntina, 1994
- Giulio Busi, L'enigma dell'ebraico nel Rinascimento, Torino, Aragno, 2007
- Edited by Lewis Glinert, Hebrew in Ashkenaz, Oxford, Oxford University Press, 1993
- Eliézer Ben-Yéhouda, Ithamar Ben-Avi, La renaissance de l'hébreu, Parigi, Desclée de Brouwer, 1998
- Ilan Stavans, Resurrecting Hebrew, New York, Shocken Books, 2008
- William Chomsky, Hebrew: The Eternal Language, Philadelphia, The Jewish Publication Society of America, 1957, ISBN 0-8276-0077-1 (Sixth Printing, 1978)
- Paul Wexler, The schizoid nature of Modern Hebrew: A Slavic language in search of a semitic past, Wiesbaden, Harrassowitz, 1990, ISBN 978-3447030632
- Zuckermann, Ghil'ad, 2003. Language Contact and Lexical Enrichment in Israeli Hebrew. Palgrave Macmillan. (ISBN 9781403917232 / ISBN 9781403938695)

### Lingua e cultura
- (EN) Lewis Glinert, The Joys of Hebrew, New York, Oxford University Press, 1992.
- (EN) David Patterson, Hebrew Language and Jewish Thought, Abingdon, Routledge, 2005.
- Sarah Kaminski, Maria Teresa Milano, Ebraico, Bologna, EDB, 2018, ISBN 978-88-10-43216-7.
- Anna Linda Callow, La lingua che visse due volte. Fascino e avventure dell'ebraico, Milano, Garzanti, 2019, ISBN 978-88-11-60353-5.
- Elena Loewenthal, Breve storia (d'amore) dell'ebraico, Torino, Einaudi, 2024, ISBN 978-88-06-25789-7.